# マティアス・クロッツ

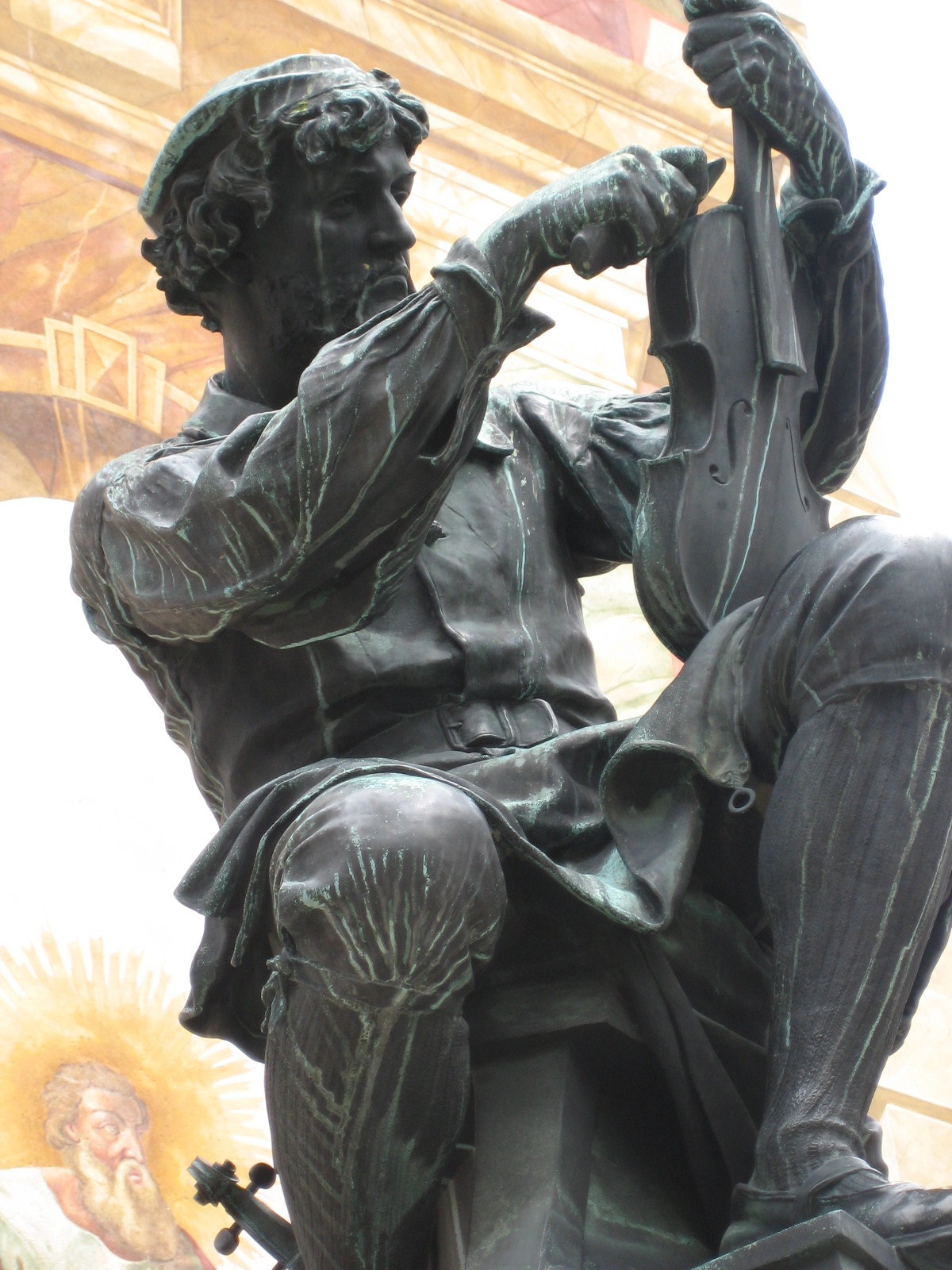
ミッテンヴァルトに設置されたマティアス・クロッツ記念碑

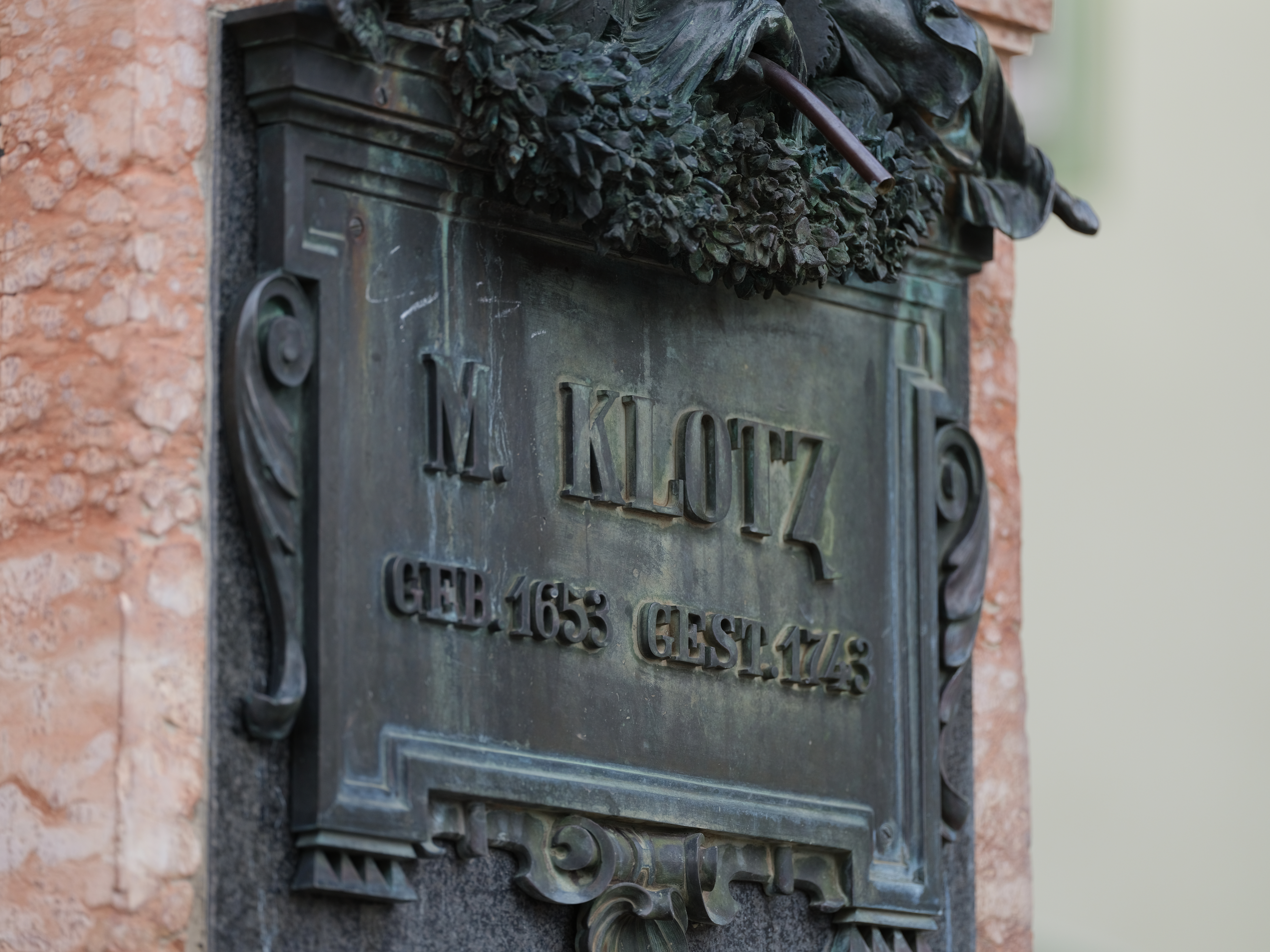
記念碑の碑文

ヴァイオリンの製作を順を追って示す、ドイツの記念切手

マティアス・クロッツ（Matthias Klotz, 別表記：Mathias Cloz, Khloz, Khlotz; 1653年6月11日、オーバーバイエルン、ミッテンヴァルトにて受洗 – 1743年8月16日 同地にて没）は、ヴァイオリン製作家である。ドイツ、バイエルン州ミッテンヴァルトでのヴァイオリン製作の礎を築いた人物である。

## 生涯
マティアス・クロッツは、仕立て職人である父ウルバン・クロッツ（Urban Klotz, 別表記：Vrbanus Cloz, 1627年–1691年）と妻ゾフィア（Sophia, 1681年没）の第2子として誕生した。修業（職業訓練）はフュッセンで受けたと思われる。
その後、1672年から1678年までイタリアのパドヴァにて、熟練職人（ゲゼレ、ドイツ語: Geselle）として、アルゴイ出身のリュート製作家、ピエトロ・ライリヒ（Pietro Railich）の工房で働いていた。1680年代にミッテンヴァルトに帰郷したが、それまでの足跡については未詳である。
マティアス・クロッツは1685年の年末から翌年の年初にかけて、ミッテンヴァルトの織工の娘マリア・ザイツ（Maria Seiz）と結婚した。この初婚では6人の子供に恵まれ、ゲオルク1世、ゼバスティアン1世は後にヴァイオリン製作家になっている。しかし1704年に妻マリアが世を去ると、マティアス・クロッツは翌年1705年にウルズラ・シェンデル（Ursula Schändl, 旧姓：シュラウハー、Schlaucher）と再婚している。なお彼女もまた肉屋のマティアス・シェンデルを先に亡くしていた。後妻のウルズラには3人の連れ子がおり、その一人、ミヒャエル・シェンデル（Michael Schändl）は後にヴァイオリン製作家になっている。この2度目の結婚では3人の子供が生まれた。後のヴァイオリン製作家、ヨハン・カロル（Johann Carol）はこの時に生まれている。1743年、マティアス・クロッツは90年を超える生涯を終えた。
マティアス・クロッツは、ミッテンヴァルトにてヴァイオリン製作家を育成しており、その中には息子であるゲオルク1世、ゼバスティアン1世、ヨハン・カロルも含まれている。特にその名を知られているのは息子、ゼバスティアン・クロッツ（1世）である。ミッテンヴァルトはそれまでは貧困にあえいでいたが、ヴァイオリン製作のおかげで一定の繁栄がもたらされた。
ゼバスティアン1世の子で、マティアス・クロッツの孫にあたるエギーディウス・クロッツは、ドイツのヴァイオリン製作の伝統の創設者と見なされている。1800年頃までアントニオ・ストラディヴァリよりも需要が高かったヤーコプ・シュタイナーによる様式美学を受け継いだためである。この他のクロッツ家のヴァイオリン製作家についてはクロッツ (ヴァイオリン製作家)を参照のこと。
ヴァイオリンの手作業による生産は今日まで続き、現在では7世代目を数えている。
ミッテンヴァルトには今日ではヴァイオリン製作の学校、また博物館（ミッテンヴァルト・ヴァイオリン製作博物館）が置かれているが、なによりもヴァイオリン製作家の自営マイスターが数多く根を下ろしている。聖ペテロ・パウロ教区教会（Pfarrkirche St. Peter und Paul）の前には、マティアス・クロッツを称える記念碑が置かれている。
注記：Hugh Reginald Haweis（1838年-1911年）著『Dictionary of Violin and Bow Makers』には、マティアス・クロッツの子孫について、生没年や親戚関係の点で複数の誤情報が含まれている。